# Faxinal do Soturno
Faxinal do Soturno è un comune del Brasile nello Stato del Rio Grande do Sul, parte della mesoregione Centro Ocidental Rio-Grandense e della microregione di Restinga Seca.